# Еколошки протести у Србији 2021—2022.
У септембру 2021. у Београду и другим градовима широм Србије почела је серија еколошких протеста због усвајања измењеног Закона о експропријацији, Закона о референдуму и народној иницијативи и планираног улагања предузећа Rio Tinto у рудник литијума.
Rio Tinto је раније добио дозволу да само истражује руднике у близини долине Јадра 2004. године, али је 2017. године Влада Републике Србије потписала уговор о реализацији „Пројекта Јадар”, којим би Rio Tinto добио дозволу за експлоатацију минерала јадарита. Пројекат је првобитно требало да почне 2023. године. После парламентарних избора 2020, владајућа Српска напредна странка освојила је велику већину места у Народној скупштини. У новембру 2021. године усвојила је Закон о референдуму и народној иницијативи и измене Закона о експропријацији. Оба закона су наишла на снажно противљење јавности, што је изазвало ескалацију еколошких протеста који су почели у јануару.
Протесте од септембра па надаље углавном су организовале еколошке организације, од којих су „Еколошки устанак” и „Крени-промени” добили највише пажње. Протести који су одржани 11. септембра остали су мирни, а тамошње организације су изнеле своја три главна захтева, а то су да влада повуче законе о експропријацији и референдуму и да Rio Tinto напусти Србију. Протести су потом настављени у новембру, а убрзо након што су изазвали већу пажњу, док је крајем новембра почела серија протеста за блокаду путева широм Србије, који су били насилни и бројни демонстранти су приведени убрзо након протеста. У инцидентима су учествовали владини активисти и наоружани хулигани. Протести су настављени током децембра и јануара, а у њима је учествовало више десетина хиљада људи, укључујући и српску дијаспору. Протесте је подржала већина опозиционих странака, а подршку протестима дали су бројни глумци, научници, спортисти и познате личности, док су неки од њих су и учествовали у протестима. Влада и њене присталице критиковали су протесте и ширили дезинформације.
Председник Републике Србије Александар Вучић, који је првобитно изјавио да неће укидати законе, после ескалације протеста изразио је популистички став, а 8. децембра је повукао Закон о експропријацији и изменио Закон о референдуму, док је 16. децембра Скупштина града Лознице укинула просторни план који је укључивао улагање Rio Tinto-а у рудник, чиме је до даљњег одложио почетак рада Rio Tinto-а, након што га је Вучић прокоментарисао два дана пре гласања. У јануару 2022. влада је поништила све административне акте у вези са овим предузећем.

## Позадина
Минерал јадарит открио је Rio Tinto у децембру 2004. године, у руднику у близини долине Јадра. Rio Tinto је претходно у јулу 2004. године добио дозволу за истраживање руда за време администрације Војислава Коштунице, а у неколико докумената који су касније потписани проширене су му границе истраживања. Минерал је признала Међународна минералошка асоцијација у новембру 2006. године. Влада Републике Србије је 2017. потписала меморандум са корпорацијом о реализацији „Пројекта Јадар” којим би се Rio Tinto-у ефективно дало власништво над експлоатацијом рудника у долини Јадра. Пројекат је требало да почне 2023, а производња јадарита 2027. године.
У новембру 2021. Народна скупштина усвојила је Закон о референдумима и народним иницијативама и изменама закона о експропријацији. Законом о референдуму и народној иницијативи укинут је општи цензус од 50% који је био потребан за пролазак референдума, а неки политичари спекулишу да ће он бити злоупотребљен у случајевима као што је Rio Tinto. Председник Александар Вучић је 25. новембра потписао закон и изјавио да га неће укидати. Закон о експропријацији наишао је на противљење, док је такође добио углавном негативне критике. Критиковали су га политичари, активисти и адвокати, који су се позвали на његово повлачење. Владини званичници су изјавили да закони немају никакве везе са предузећем Rio Tinto.

### Повезани протести
Еколошки протести одржани су још у јануару 2021. године, које је Иницијатива „Еко стража” планирала да одржи 10. јануара. Протестима који су названи „Протести за безопасни ваздух” присуствовало је неколико хиљада демонстраната. Неколико професора и активиста, попут Александра Јовановића Ћуте, присуствовало је протестима који су протекли мирно.
Ћута је у марту најавио да он и његова организација „Одбранимо реке Старе планине” планирају да организују протест „Еколошки устанак” 10. априла. Протест је постао привлачан и учествовало је укупно око 60 еколошких организација. Одржан је испред Дома Народне скупштине, а присуствовало му је неколико хиљада демонстраната са захтевом да се обуставе сви пројекти штетни по животну средину, као и да се прописи усагласе са највишим еколошким стандардима. Организације које су учествовале у протестима објавиле су и документ са више захтева за власт. Председница Владе Ана Брнабић критиковала је демонстранте, иако је касније потврдила да је спремна да разговара о захтевима.

## Хронологија

### 2021.

#### 11. септембар
Организација „Еколошки устанак” најавила је средином августа да ће 11. септембра организовати протесте у Београду. Подршку протестима дале су и неке опозиционе странке, као што су Странка слободе и правде, Демократска странка, Народна странка, Не давимо Београд, међу којима су глумци Светлана Бојковић, Сека Саблић, Петар Божовић и други академици и јавне личности. Небојша Зеленовић позвао је све да се придруже протестима без обзира на политичко опредељење.
Демонстранти су се око 14 часова окупили у Пионирском парку у Београду са захтевом да Rio Tinto напусти Србију. Протестима је присуствовало неколико хиљада људи. Ћута је током говора изнео њихове захтеве и нагласио да ће блокирати пут на Бранковом мосту, а ако се механизација појави ка Лозници, кренуће у блокаду путева широм Србије. Поред Ћуте, говорили су Бојковићева, академик Ненад Костић, професор Ратко Ристић, Горњенедељчанин Златко Кокановић, научница Драгана Ђорђевић. Убрзо потом, демонстранти су кренули ка Бранковом мосту где су два сата блокирали саобраћај.
Брнабићева је протесте коментарисала речима да је „екологија веома важна тема и да јој није јасно зашто се дешавају протести када Србија коначно има власт која брине о животној средини”. Потпредседница Владе Зорана Михајловић критиковала је демонстранте оценивши да су „протести искоришћени за промовисање појединаца који желе да направе политичку каријеру кроз екологију”. Вучић је демонстранте упоредио са антиваксерима. Демократска странка позвала је покрет „Еколошки устанак” да се огради од говорника који је навео да је Зоран Ђинђић „криминисао законе о приватизацији”. Дан касније Ћута је изјавио да сматра да је то апсолутно неприкладно.

#### 6. новембар
Следећи протест најављен је за 6. новембар, а одржан је испред зграде Радио-телевизије Србије. Дан пре протеста, нацртани план „Пројекта Јадар” су у јавност пустили узбуњивачи. Регулаторно тело за електронске медије (РЕМ) дозволило је РТС-у да рекламира поруку Rio Tinto-а у вези са пројектом, иако је одлука наишла на противљење 30 организација које су захтевале да је укину јер је наводно прекршила Закон о оглашавању. Демонстранти су тражили од РТС-а да уклони рекламе за пројекат, а присуствовало је неколико активиста. Протест је остао миран.

#### 19. новембар
Испред зграде РТС-а одржан је још један протест 19. новембра, али је овај пут протесте планирала организација „Крени-промени”. Присуствовало је неколико стотина демонстраната, који су тражили од РТС-а да емитује спот против -а. РТС је јавно одбио да емитује снимак.

#### 22—24. новембар
Организација „Еколошки устанак” најавила је 21. новембра да ће организовати протесте у Макишу на дан када почне изградња београдског метроа. Ћута је позвао и остале вође опозиције да заједно протестују, што су они прихватили. На протестима су, поред опозиционих вођа, учествовали и активисти и организације. Демонстранти су на сат времена блокирали пут на градилиштима, иако није било инцидената и нису ометали раднике. Вучић је демонстранте назвао „згубиданима”.
Дан касније, „Скупштина слободне Србије” позвала је на одржавање протеста испред Дома Народне скупштине након што су усвојили Закон о експропријацији и Закон  о референдуму и народној иницијативи. Протесту је присуствовало неколико стотина људи, а протекло је мирно. Они су тражили од Народне скупштине да укине оба закона. У протестима је учествовала и Бојана Новаковић.
Саво Манојловић, директор кампање организације „Крени-промени” саопштио је да су послали петицију са 68.000 потписника који су против закона о референдуму, а преко 200.000 потписника против -а. Истог дана одржани су протести испред Новог двора на којима је учествовало више хиљада демонстраната. Манојловић је био главни организатор протеста, иако су поред њега говоре одржали и глумица Јелена Ступљанин, адвокат Божо Прелевић, пољопривредник Драган Клеут. Демонстранти су тражили од Народне скупштине да укине закон о референдуму, а узвикивали су слогане против -а. Вучић је протесте прокоментарисао изјавом да закон нема везе са корпорацијом Rio Tinto.

#### 27—29. новембар
Убрзо након што су протести завршени 24. новембра, организација „Еколошки устанак” и многи други позвали су на одржавање протеста 27. новембра на којем ће два сата блокирати главне путеве широм Србије. Организација „Крени-промени” саопштила је да ће блокирати мост Газела, као и мост у Новом Саду, док су друге организације и демонстранти блокирали путеве у другим већим градовима широм Србије. Организације су позвале полицију да стане на њихову страну, али је током протеста полиција блокирала демонстранте и била је присутна полицијска бруталност.
Саопштено је да је хиљаде демонстраната виђено широм Србије где су узвикивали пароле против владе и Rio Tinto-а. Демонстранти су захтевали исте захтеве као и раније, а путеве су блокирали сат времена. Неколико демонстраната је ухапшено током протеста, а пријављено је да је маскирани мушкарац напао демонстранте. Највише пажње привукао је насилни инцидент у Шапцу, где су непознате особе булдозерима покушале да пробију групу демонстраната, али је један демонстрант успео да заустави булдожер. Демонстрант је убрзо приведен, али је два дана касније пуштен из притвора. Десили су се и бројни инциденти и привођења, где су наоружани хулигани и провладини активисти напали демонстранте, док је међу нападачима био и посланик Српске напредне странке.
„Скупштина слободне Србије” и главне опозиционе странке захтевале су да се демонстранти ослободе, а неки и да се приведу наоружани хулигани који су напали демонстранте. Током протеста, Српска напредна странка одржала је свечану скупштину, на којој су неки од присутних наводно били позитивни на ковид 19. Вучић је ширио дезинформације да је само 120 грађана блокирало мост Газела и тврдио да су демонстранти ишли на протесте да би напали, док је Брнабићева протесте упоредила са „невиђеним разарањем и фашизмом” и запретила грађанима кривичним пријавама. Протесте је критиковао и министар унутрашњих послова Александар Вулин, који је навео да „протести немају везе са заштитом животне средине” и позвао полицију да примени насиље. Милош Вучевић је тврдио да наоружане хулигане није послао СНС.
Дан касније, у Београду су одржана још два протеста. Они су остали мирни и присуствовало им је неколико хиљада Београђана, а тражили су ослобађање демонстранта који је зауставио булдозер. Заменик градоначелника Горан Весић критиковао је протесте рекавши да је „мањина малтретирала десетине хиљада људи током протеста”.
СНС је 29. новембра организовала контрапротест у Шапцу у знак подршке провладином активисти који се возио булдозер. Протест је био миран све док активисти СНС нису претукли двојицу посматрача након што су их питали да ли су против -а, једног посматрача који је скандирао пароле против СНС касније је прогонила група мушкараца, али су мушкарци на крају ухватили погрешну особу и један фотограф је претучен и украдена му је опрема. Истог дана у Лозници су одржани протести и демонстранти су захтевали да, ако председник не повуче законе, блокирају целу Србију.

#### 4. децембар
Водеће организације позвале су да се протести наставе до испуњења захтева, а непосредно пре почетка протеста најавили су да ће путеви у преко 50 градова бити блокирани. Манојловић је позвао на ненасиље и навео да, уколико стигну провокатори, демонстранти треба да се повуку. Група адвоката је такође изразила подршку протестима. Дан пре протеста полиција је упала у кућу једног грађанина који је позвао друге на протесте, а непостојеће удружење грађана „Лила револуција” позвало је људе да изађу на протесте и да бацају кофе љубичастом фарбом како би обележили аутомобиле који покушавају да блокирају саобраћај. Њихову поруку су углавном преносили медији повезани са власти. Невладине организације позвале су полицију да заштити новинаре током протеста.
Протестима широм Србије присуствовало је више десетина хиљада демонстраната, док је мост Газела у Београду блокирало неколико хиљада демонстраната. Протести су протекли мирно, иако је дошло до инцидената у Београду и Новом Саду. У Новом Саду је забележено више инцидената током протеста, док је у Београду група мушкараца држала бакље пред демонстрантима. Провладини активисти напали демонстранте у Новом Саду. На снимку је објављено да је полицајац у цивилу покушао да ухапси редитеље Горана Марковића и Мају Лалић, док је новинар нападнут бибер спрејом у Новом Саду. Српска дијаспора је такође одржала протесте у Њујорку, Берлину, Паризу и Лондону. Након протеста, неки демонстранти су прекршајно оптужени.
Након протеста, организатори су констатовали да су протести били успешни и прогласили „велику победу грађана”. Више министара критиковало је протесте као „терор над грађанима”, док је Брнабићева навела да протести немају везе са екологијом. Вучић је током протеста посетио Горње Недељице (село у близини планираног рудника литијума) где је одржао конференцију за новинаре. Вучић је навео да је вољан да предложи измене закона о експропријацији.

#### 11—14. децембар
Главни организатори ових протеста, Манојловић и Зеленовић, имали су полемику током емисије Утисак недеље, која је одржана 5. децембра. Зеленовић, који је на челу Зелено-левог блока, изразио је подршку проширењу захтева, док се Манојловић успротивио том потезу јер би се, како је навео, „прича разводњавала”, а тај потез упоредио је са протестима 1 од 5 милиона који су пропали због овог потеза. Два дана касније, Манојловић је изјавио да протести неће престати док се захтеви не испуне. Подршку предстојећим протестима дали су глумци Марко Грабеж и Недим Незировић 8. децембра у емисији Јутарњи програм РТС-а. После најаве да је Вучић повукао закон о експропријацији и изменио закон о референдуму, Манојловић је контроверзно прогласио „велику народну прославу” и позвао да се у Београду одржи прослава. Манојловић је дан касније поништио изјаву и навео да „не можемо да погазимо реч коју смо дали” и да нико не сме да има монопол над протестима. Остале водеће организације изразиле су подршку наставку протеста. Вучић је на дан протеста изјавио да су „испуњене све жеље демонстраната”.
Организације су саопштиле да ће путеви у 50 градова бити блокирани, а на протестима је учествовало преко 40 организација. Манојловић и његова организација „Крени-промени” нису учествовали у протестима. Након што је Влада усвојила два главна захтева, демонстранти су наставили да траже да Rio Tinto напусти Србију. Међутим, овога пута су протести одржани само сат времена због кише и лошег времена. Протести су углавном протекли мирно, а неки инциденти су се десили у Београду и Нишу. У Београду је група десничарских и антиваксерских активиста учествовала у протестима, а група провладиних активиста махала је слоганима у подршку Rio Tinto-а. Српска дијаспора је такође одржала протесте у Бриселу, Прагу, Вашингтону, Берлину, Њујорку и Лондону. Ћута је током протеста потврдио да „протести неће престати док Rio Tinto не напусти Србију”.
Министарка Михајловић је после протеста изјавила да Ћута подржава „насилну смену власти” и да „заштиту животне средине злоупотребљава за предизборну кампању”. Дан касније протести су одржани и у Зрењанину. Неколико стотина средњошколаца протестовало је 14. децембра у Чачку против -а.

#### 16—18. децембар
Савез еколошких организација Србије (СЕОС) и „Еко бригада” организовали су протест у Јагодини 16. децембра. Протесту је присуствовало неколико стотина демонстраната који су се противили отварању рудника литијума у Поморављу. Ћута је дан раније изјавио да ће се „протеста бити док се пројекат Rio Tinto и правно не оконча”, а 16. децембра најавио да ће наредни велики протести бити одржани 18. децембра. Активисти више еколошких организација навели су да траже од владе да повуче документ којим се утврђује просторни план за пројекат Јадар. Организација „Еколошки устанак” саопштила да 18. децембра неће бити блокаде путева, већ да ће протестовати испред зграда локалне самоуправе. Ћута је позвао на радикализацију протеста после Божића уколико се захтеви не испуне.
Протести 18. децембра почели су у 14 часова испред зграде Владе Републике Србије, укључујући и друге градове широм Србије. Протестима је присуствовало неколико хиљада демонстраната који су узвикивали пароле против -а, иако је примећено да је број демонстраната био мањи чак и од оног током протеста 2022. године. Поред Ћуте, говоре су одржали и неки истакнути активисти, новинари и професори. Полиција је у Ужицу идентификовала више новинара и демонстраната који су учествовали у протесту. Протести су протекли мирно и трајали су сат времена, након чега је саобраћај настављен. Министри Михајловић и Вулин су поново критиковали протесте.

#### 24—25. децембар
Странка Заједно за Србију најавила је да ће 25. децембра заједно са другим еколошким организацијама одржати протест у Шапцу. Дан пре протеста група средњошколаца протестовала је у Чачку. Неколико стотина демонстраната је 25. децембра присуствовало протестима на којима су говорили новинари и активисти, углавном критикујући градску власт Шапца и Rio Tinto. Истог дана одржан је још један протест у Лазници, селу у близини Жагубице, који је организовао „Еколошки устанак”. Ћута је одржао говор у којем је критиковао министарку Михајловић.

### 2022.

#### 3. јануар
Пошто је Вучић прокоментарисао да пројекат Јадар неће бити укинут, СЕОС је најавио да ће 3. јануара организовати протесте. „Еколошки устанак” и „Скупштина слободне Србије” најавили су да ће се придружити протестима, док је „Крени-промени” најавио само подршку протестима. Најављено је да ће протести почети у 13 часова и да ће трајати укупно три сата. Одржани су у Горњим Недељицама и другим градовима широм Србије, као и у Лондону, испред зграде Rio Tinto-а.
Протести, у којима је учествовало неколико хиљада демонстраната, остали су углавном мирни. Демонстранти у Новом Саду кренули су у протестну шетњу око 14 часова, а завршена је нешто пре 16 часова. У Прељини, селу код Чачка, догодио се инцидент у којем је жену ударио аутомобил. У Београду је група антиваксерских активиста блокирала ауто-пут на око 15 минута. Ћута и Зеленовић најавили су да ће протести бити настављени док „Rio Tinto не напусти Србију”. Вучић је после протеста изјавио да је „власт испунила захтеве, а наставак протеста је само политички”.

#### 8—12. јануар
После протеста 3. јануара, „Еколошки устанак” је прокоментарисао да ће организовати дуже блокаде путева и радикализовати протесте, уколико влада не објави документе о Rio Tinto-у. Министарка Михајловић је изјавила да такви документи не постоје. Полиција је најавила да ће снимати демонстранте током протеста. Овог пута протести су одржани само на седам локација широм Србије.
Председница Владе Брнабић је непосредно пре протеста изјавила да је влада близу поништавања свих дозвола које су дате Rio Tinto-у. Из „Еколошког устанка” су саопштили да „пре него што власт поништи дозволе, сваки потписани документ треба да изнесе у јавност”. Протести су углавном протекли мирно иако је дошло до инцидента у Новом Саду, а касније и у Београду. Градоначелник Новог Сада Милош Вучевић критиковао је протесте, укључујући и министарку Михајловић која је тврдила да „демонстранти желе да зауставе развој Србије”. Дан касније одржан је још један протест у Горњем Милановцу. Група активиста „Не дамо Јадар” је 10. јануара јајима гађала зграду Rio Tinto-а, а један активиста је касније приведен. Ћута је навео да „ако власт не прихвати наше захтеве, организујемо генерални штрајк”.
Протести који су одржани испред зграде Владе Републике Србије настављени су 12. јануара. Њих су дан раније позвали „Еколошки устанак” и СЕОС, а од владе су тражили да јавности објави потписана документа која се односе на Rio Tinto и да укине просторни план предузећа. Они су навели да „ако влада не објави документе, поново настављамо блокаде путева”. Истог дана „Еколошки устанак” је најавио протесте за 15. јануар.

#### 15—16. јануар
Ћута је 13. јануара најавио да ће 15. јануара бити организоване блокаде путева широм Србије. Овога пута протести су одржани само на 11 локација, а присуствовало им је неколико хиљада демонстраната. Првобитно није било никаквих инцидената, али је касније око 14 часова група људи покушала да прође кроз масу демонстраната код Прељине, а у Београду је возач покушао да прође кроз масу али је био приморан да се врати. У Шапцу је возач покушао да прође кроз демонстранте и на крају је повредио једног од њих. Протести су окончани сат времена касније. Марчело, који је такође учествовао на протестима 2018—2020, учествовао је на протестима у Београду.
Брнабићева је убрзо после протеста прокоментарисала да „ове протесте контролишу политичари”. Дан касније група грађана Србије одржала је протест у Бриселу.

#### 18—22. јануар
Испред зграде Народне скупштине догодио се инцидент 18. јануара, када су Саво Манојловић и други активисти „Крени-промени” хтели да затраже хитну проверу народне иницијативе у парламенту о забрани експлоатације литијума. Манојловића је потом контактирао председник Народне скупштине Ивица Дачић како би организовао расправу о иницијативи, али је Манојловић одбио понуду, а касније је најавио и протесте за 20. јануар са захтевима да Влада укине просторни план Rio Tinto-а и да се уведе мораторијум на забрану ископавања литијума и бора у наредних 20 година. Подршку увођењу мораторијума изнели су и активисти и организације.
Протест је одржан испред Новог двора и протекао је мирно, иако је на крају протеста група полицајаца од неких демонстраната тражила да им се укажу лична карту. Манојловић је потврдио подршку увођењу мораторијума. Истог дана протеста председница Владе Брнабић је укинула просторни план. Манојловић и Ћута су изјавили да је „укидање просторног плана урађено на правно неисправан начин и да ће се Rio Tinto вратити након избора у априлу”.
Још једну серију блокада најавили су СЕОС и „Еколошки устанак” за 22. јануар у Лозници, иако је и покрет „Еколошки устанак” навео да су „наши главни захтеви испуњени и обустављамо блокаде у Београду”. Скупштина слободне Србије (ССС) позвала је ове организације да формулишу јединствену стратегију за предстојеће протесте. Протесту је присуствовала група активиста и еколошких организација, а трајао је сат времена. Организација „Крени-промени” саопштила је да ће протесте организовати 27. јануара.

#### 27. јануар—3. фебруар
Дан уочи протеста најављено је да ће аустралијска корпорација Volt Resources почети да буши у подручју долине Јадар крајем 2021. године. Протесте је углавном организовала организација „Крени-промени” заједно са осталим еколошким активистима, а остали су мирни. Почели су испред зграде Председништва, након чега је одржана протестна шетња која је завршена испред зграде Владе. Манојловић је такође потврдио став за увођење мораторијума на 20 година, али је одбио и примену једногодишњег.
Иницијатива „Еко стража” организовала је протесте 30. јануара на којима је учествовало неколико стотина демонстраната. За разлику од претходних протеста, организатори су имали само један захтев од владе, а то је да поштује већ постојећи Закон о квалитету ваздуха. Протестима су присуствовали и чланови организације „Крени-промени” и покрета Не давимо Београд. На Новом Београду је 1. фебруара одржан мањи протест. Манојловић је навео да ће протести бити настављени до распуштања Народне скупштине, које се очекује 15. фебруара.
У Ваљеву су 2. фебруара настављени даљи масовни протести које је организовао „Крени-промени”. Манојловића је дан касније контактирала полиција у која је навела да ће се даљи организовани протести сматрати незаконитим. Манојловић је то игнорисао и позвао на одржавање протеста истог дана у Београду. Протестима је присуствовало неколико хиљада демонстраната који су изнели своје захтеве, док је Манојловић навео да ће се, уколико влада не спроведе мораторијум, протести наставити до општих избора у априлу. Он је навео и да ће даљи протести бити радикализовани. Члан коалиције Морамо Драгољуб Бакић изразио је подршку радикализацији протеста.

#### 8—15. фебруар
СЕОС и „Крени-промени” одржали су 8. фебруара протесте у Крагујевцу, где су најавили да ће камповати испред зграде Новог двора док Влада не уведе мораторијум на ископавање литијума и бора. Манојловић је навео да траже да се то уради до распуштања Народне скупштине, које је одржано 15. фебруара. Протест је организован и 10. фебруара, на коме су учествовали активисти, попут узбуњивача Александра Обрадовића, и политичари, а на њему је учествовало укупно око хиљаду демонстраната. Након обраћања демонстрантима, одржали су протестну шетњу која је завршена испред зграде Новог двора.
У протестима је учествовао и Ћута, који је обишао активисте који су камповали испред зграде Новог двора. Активисти су најавили одржавање нових протеста 13. фебруара, а протести су остали мирни. Дан пре распуштања Народне скупштине, Манојловић је најавио да ће 15. фебруара бити организовани протести испред Палате Србије. На дан протеста, око Палате Србије распоређен је кордон полиције како би спречио активисте да приђу згради, а дошло је до више инцидената, једног од демонстраната је ударио аутомобил у покрету, док је још двојицу демонстраната прегазио други аутомобил.

## Одговор и реакције

### Подршка и противљење
Одлука Владе Републике Србије да подржи инвестицију корпорације Rio Tinto, уз усвајање измењеног закона о експропријацији, наишла је на жестоко противљење еколошких активиста, академика, геолога и невладиних организација. Епископи Григорије Дурић и Фотије Сладојевић су изразили подршку протестима, као и бивши председник Борис Тадић, док је патријарх Порфирије позвао да се „прекине борба”. На протестима у Нишу учествовало је Председништво десно-популистичког Српског покрета „Двери”, а подршку протестима пружили су и Српска странка Заветници, Покрет ослобођење и Лига социјалдемократа Војводине. Председник Демократске странке Србије Милош Јовановић изјавио је да најоштрије осуђује насиље које се догодило 27. новембра и да се „показало погубно када је власт занемарила демократске процедуре”. Бивши министар Горан Триван изразио је подршку протестима.
Према истраживању јавног мњења објављеном почетком децембра, протесте је подржало око 14% присталица Српске напредне странке, док је протесте подржала и већина испитаника. Новак Ђоковић и југословенски принц Филип су 4. децембра изразили подршку протестима. Бројни глумци су изразили подршку протестима, а неки од њих су чак и учествовали. Бојана Новаковић је била један од најистакнутијих глумаца који су учествовали на протестима у Београду. Подршку протестима изнели су и Емир Кустурица, Дарко Перић, Владимир Вулетић, Невена Игњатовић, Михаил Дудаш, Милица Мандић, Јована Прековић, Ратко Варда, Тамара Драгичевић, Слобода Мићаловић, Никола Мијаиловић, Мирко Иванић, Вујадин Савић и Огњен Короман. Професор Правног факултета у Београду је прокоментарисао да је власт починила три незаконита дела у вези са протестима, а 11. децембра подршку протестима изразио је декан Ратко Ристић. Хрватски посланик у Европском парламенту Иван Вилибор Синчић, вођа странке Живи зид, критиковао је приступ Владе Републике Србије према Rio Tinto-у.
Председница Регулаторног тела за електронске медије (РЕМ) Оливера Зекић изјавила је да „све које протестују треба ухапсити”, док је председник крајње десничарске провладине Српске радикалне странке (СРС) Војислав Шешељ изразио противљење протестима рекавши да је да се „блокаде диригују изван [Србије] и да то нису еколошки протести”. Небојша Крстић је запретио организацији „Крени-промени” изјавом да „треба да вежбају ласту са моста”, а позвао је и на хапшење Саве Манојловића. Заменик градоначелника Чачка Александар Максимовић изјавио је да „има нас спремних да колима улетимо у масу”. Владимир Ђукановић је критиковао протесте и изјавио да подржава Rio Tinto. Посланик Српске напредне странке Братислав Југовић изјавио је да су „протести оправдани”, али је, како каже, „чињеница да их Ђилас и његова клика злоупотребљавају”. После изјаве Брнабићеве да је „Влада укинула просторни план”, Југовић је изјавио: „не верујем премијерки у вези Rio Tinto-а”.

### Одговор владе
Вучић је 29. новембра изјавио да ће сачекати мишљење свог правног тима пре потписивања Закона о експропријацији, а после протеста 4. децембра Вучић је изјавио да ће предложити измене Закона о експропријацији, које би по хитном поступку ушле у Народну скупштину, како би могао да буде усвојен пре Нове године. Вучић је 8. децембра саопштио да је одлучио да повуче закон о експропријацији који је упутила Народна скупштина и да измени закон о референдуму. Такође је навео да су „сада испуњени сви еколошки стандарди у вези са корпорацијом Rio Tinto-” и да су даљи протести само „политички протести”. Народна скупштина усвојила је 10. децембра измене и допуне закона о референдуму. Вучић је 14. децембра изјавио да ће Скупштина града Лознице укинути просторни план који је планиран за Rio Tinto, чиме ће до даљњег одложити почетак рада Rio Tinto-а. Скупштина града Лознице два дана касније укинула је план. Неки активисти су овај потез оценили као опортунистички. Вучић је 27. децембра изјавио да неће укинути пројекат Јадар.
Председница Владе Брнабић је 8. јануара изјавила да је влада близу поништења свих дозвола датих Rio Tinto-у. Покрет „Еколошки устанак” је у саопштењу одговорио да сви уговори потписани са корпорацијом прво треба да буду објављени. Министарка Михајловић је навела да је „пројекат Јадар привремено обустављен на захтев грађана” док се не ураде све студије утицаја на животну средину и додала да је „три месеца пред изборе сваки субјект политички”. Дан касније Брнабићева је изјавила: „немамо никакав уговор са Rio Tinto-ом, нисмо се ни видели са њима”. Брнабићева је 18. јануара изјавила да „уколико људи желе да Rio Tinto оде из Србије, подржаћу то”, а касније је навела да је „влада укинула просторни план”. Саопштено је и да је Влада на челу са Брнабићевом највише докумената потписала са предузећем. Брнабићева је раније изјавила да се „Србија обавезала и дала дозволе [Rio Tinto-у]”. Она је такође оптужила владе западних земаља да подржавају протесте, што су њихове амбасаде демантовале.

## Последице
Ћута је средином новембра најавио учешће покрета „Еколошки устанак” на  предстојећим општим изборима, а 14. новембра је са Зеленовићевом странком Заједно за Србију потписао уговор о учешћу на заједничкој листи на предстојећим општим изборима. Њихова коалиција је добила 9% на националном нивоу и 13% у Београду. Они су такође изразили своје противљење уставном референдуму и позвали грађане да гласају против. У јануару 2022. коалиција је формализована под називом Морамо.
Генерална директорка предузећа Rio Sava Exploration, српског огранка Rio Tinto-а, Весна Продановић изјавила је 23. децембра да планирају да престану са пројектом Јадар. Иако су најавили да ће престати са пројектом, њихови радници су наводно ишли од куће до куће и слали SMS поруке мештанима Горњих Недељица. Ћута је критиковао изјаву Продановићеве и позвао да Rio Tinto напусти Србију. Вучић је тврдио: „милијарду евра ћемо платити Rio Tinto-у ако га избацимо”. Вучић је средином јануара изјавио да се „нада да ће влада раскинути уговоре са Rio Tinto-ом”. Више невладиних организација позвало је владу да „престане да манипулише празним обећањима”. Rio Tinto је изразио забринутост поводом коментара Брнабићеве о поништавању просторног плана. Такође је објављено да су акције Rio Tinto-а пале након објаве. Активисти су тврдили да је Rio Tinto наставио да ради код Горњих Недељица и након тврдњи Брнабићеве.
Саво Манојловић је најавио да ће прикупљање потписа за народну иницијативу против експлоатације литијума почети 20. јануара. Братислав Југовић и Љубиша Стојмировић су дали подршку и поручили да ће потписати иницијативу. Манојловић је 14. јануара предао 290.000 дигиталних потписа против -а.